# 博熱克·多奇卡爾
博熱克·多奇卡爾（捷克語：Bořek Dočkal；1988年9月30日—）是一位捷克足球運動員。在場上的位置是中場。現效力於捷甲球隊布拉格斯巴達，曾效力於捷甲球隊布拉格斯巴達、中超球隊河南建業、美職聯費城聯等球隊。他也代表捷克國家足球隊參賽。